# Jean-Baptiste Bonjean
Jean-Baptiste Bonjean (francisation de Buongiovanni) (né à Rome mort à Cagnes en 1523), est un ecclésiastique italien qui fut évêque de Vence de 1510 à 1523.

## Biographie
Jean Baptiste Bonjean ou Beaujean en francisation de Buongiovanni est un prélat d'origine romaine qui est nommé évêque de Vence le 5 octobre 1510 par le pape Alexandre VI après la résignation du cardinal Alexandre Farnèse. Il réside le plus souvent à Rome où il assiste au Cinquième concile du Latran en 1513. Dans son diocèse il entre en conflit violent avec son chapitre de chanoines et leur procès se termine par une transaction sur les collectes des bénéfices en 1517. En 1523 il fonde la chapellenie à l'autel de Saint-Pierre dans l'église de Cagnes-sur-mer où il meurt et est inhumé.